# None (office)
Voir aussi Nones, 9e jour du calendrier romain ; et la page d'homonymie None .
None est la prière chrétienne de la neuvième heure du jour (15 h) dans la liturgie des Heures, les prières quotidiennes chrétiennes).
C'est aussi, par extension, le nom de l'office chrétien récité à la neuvième heure du jour par les moines et les moniales, ou les laïcs. Il est donc habituellement chanté ou dit vers 15 heures, et commémore le moment où le Christ est mort sur la Croix.
Dans le rite romain, il se compose d'un hymne, de trois psaumes (ou parties de psaumes), d'une courte lecture biblique, d'un répons et d'une oraison. 
Avec Sexte et Tierce, none fait partie des trois prières dites du 
« milieu du jour »; habituellement, on ne récite qu'une seule des trois, très souvent celle de midi (Sexte). L'Angélus est l'autre prière quotidienne des pratiquants catholiques.
À noter que la « trève de Dieu », instaurée par l'évêque de Vic Oliva de Besalù en 1027, commençait à l'heure de none le samedi pour se terminer à l'heure de prime le lundi.

## Extrait audio
Extrait de l'office de None à la chapelle du Monastère du Carmel de Lourdes le 16 novembre 2019.